# Харківська канатна дорога

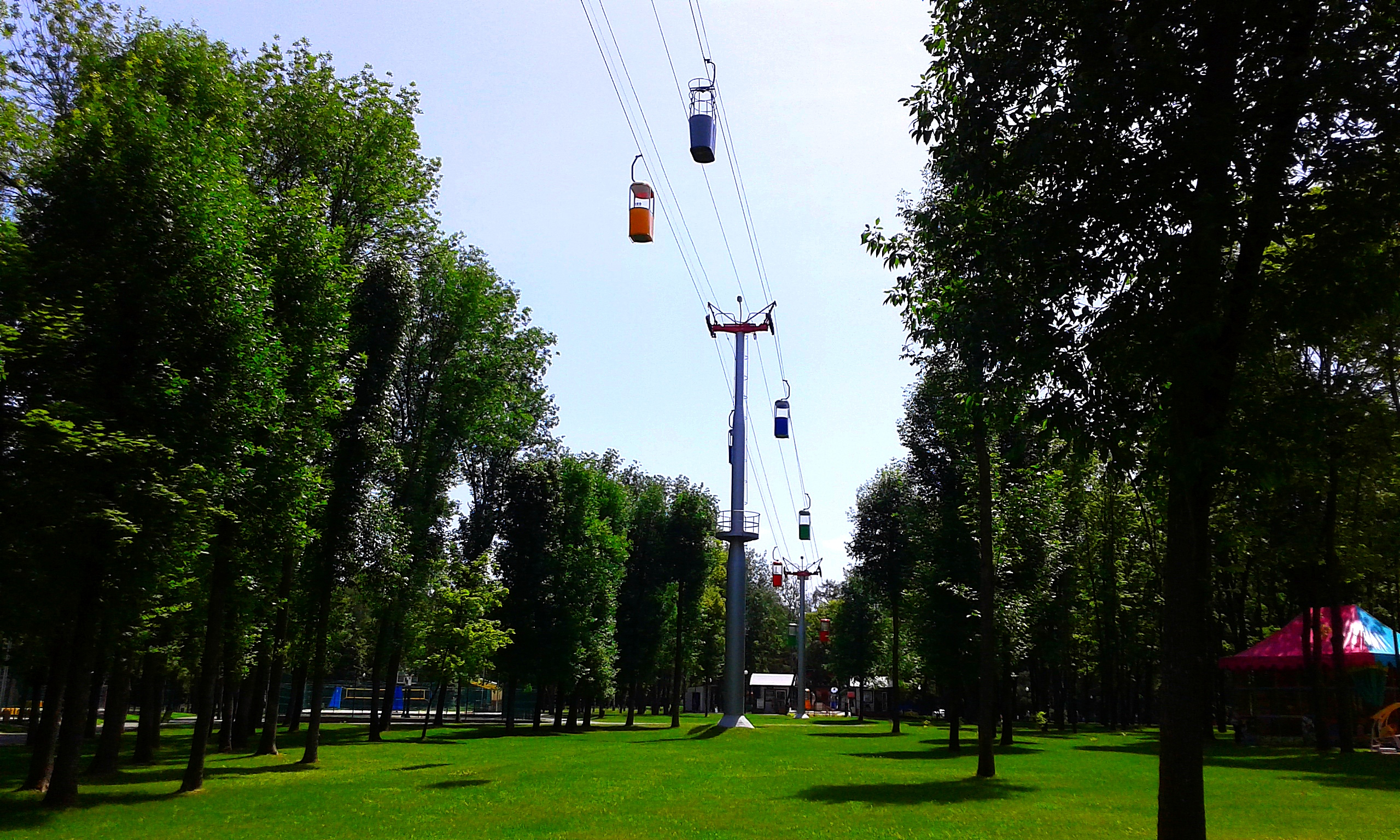
Нові кабіни канатної дороги

Вид на болото у Саржиному яру

Підвісна канатна дорога у Харкові — прогулянкова і транспортна система, яка пов'язує Сумську вулицю (у районі кінотеатру «Парк» й заводу ФЕД) з мікрорайоном Павлове Поле через Центральний парк та Саржин Яр.
Час маршруту в один кінець — 18 хвилин. Висота від 8 до 26 метрів над землею.
Восени 2019 року вартість проїзду становила 30 грн. Після російської війни 2022 року не працює.

## Історія
Введено в дію у 1971 році. Опор — 18, двомісних пасажирських кабін вантажопідйомністю 160 кг — 124, включаючи службову.
Протяжність траси від станції «Міськпарк» (за кінотеатром «Парк», поряд зі станцією дитячої залізниці) до станції «Павлове Поле» (пара вул. Отакара Яроша та вулицею 23 серпня, район Джерела) — 1385 м.
Будівлю посадкової станції «Павлове Поле» (архітектор І. Є. Попов) було прикрашено мозаїчним панно В. Я. Савенкова.
У 2006 році в ході рекламної кампанії російсько-українського мобільного оператора «Beeline» більшість кабін було пофарбовано в жовто-чорну горизонтальну смужку (колір білайнівської бджоли), на інших розміщені зображення різних предметів з відповідним розфарбуванням. Смугасті кабінки проїздили до 2009 року, пізніше їх перефарбували.
В процесі реконструкції парку розваг кабінки на канатній дорозі були повністю замінені на нові весною 2014 року.